# Фронтера (муниципалитет)
Фронтера (исп. Frontera) — муниципалитет в Мексике, штат Коауила, с административным центром в одноимённом городе. Численность населения, по данным переписи 2020 года, составила 82 409 человек.

## Общие сведения
Название Frontera в переводе с испанского языка — граница, пограничье, было дано в знак большого количества проживавших здесь американцев.
Площадь муниципалитета равна 457км², что составляет 0,3 % от площади штата, а наивысшая точка — 621 метр, расположена в поселении Хуан-Мануэль-Эскобедо-Аревало.
Он граничит с другими муниципалитетами штата Коауилы: на севере с Нададоресом, Сан-Буэнавентурой и Абасоло, на востоке с Монкловой, на юге с Кастаньосом, и на западе с Сакраменто.

## Учреждение и состав
Муниципалитет был образован 21 декабря 1927 года, в его состав входит 38 населённых пунктов, самые крупные из которых:
| Код INEGI                  | Населённый пункт                                                                                            | Численность населения (2005 год) | Численность населения (2010 год) | Численность населения (2020 год) |
| -------------------------- | --- | -------------------------------- | -------------------------------- | -------------------------------- |
| 010                        | Всего | 70160                            | 75215                            | 82409                            |
| 0001                       | Фронтера (исп. Frontera) 26°55′34″ с. ш. 101°26′58″ з. д. (административный центр)                          | 65606                            | 69462                            | 75242                            |
| 0176                       | Диана-Лаура-Риохас-де-Колосио (исп. Colonia Diana Laura Riojas de Colosio) 26°58′33″ с. ш. 101°28′49″ з. д. | 1054                             | 1885                             | 2589                             |
| 0002                       | Ла-Крус (исп. La Cruz) 26°59′36″ с. ш. 101°29′47″ з. д.                                                     | —                                | 1672                             | 1905                             |
| 0005                       | Очо-де-Энеро (исп. Ocho de Enero) 26°59′53″ с. ш. 101°29′52″ з. д.                                          | 3167                             | 1746                             | 1743                             |
| 0108                       | Доктор-Эстебан-Мартинес (исп. Colonia Doctor Esteban Martínez) 26°58′41″ с. ш. 101°28′15″ з. д.             | 48                               | 112                              | 211                              |
| 0003                       | Нуэво-Побладо-де-Фреснильо (исп. Nuevo Poblado de Fresnillo (Fresnillo)) 26°55′04″ с. ш. 101°30′19″ з. д.   | 85                               | 92                               | 193                              |
| —                          | Прочие | 200                              | 246                              | 526                              |
| Названия на карте Генштаба | |                                  |                                  |                                  |

## Экономическая деятельность
По статистическим данным 2000 года, работоспособное население занято по секторам экономики в следующих пропорциях:
- сельское хозяйство, скотоводство и рыбная ловля — 1,3 %;
- промышленность и строительство — 47,1 %;
- торговля, сферы услуг и туризма — 48,9 %;
- безработные — 2,7 %.

## Инфраструктура
По статистическим данным 2010 года, инфраструктура развита следующим образом:
- электрификация: 99,3 %;
- водоснабжение: 98,9 %;
- водоотведение: 97,9 %.